# Catedrala Sfânta Treime din Blaj

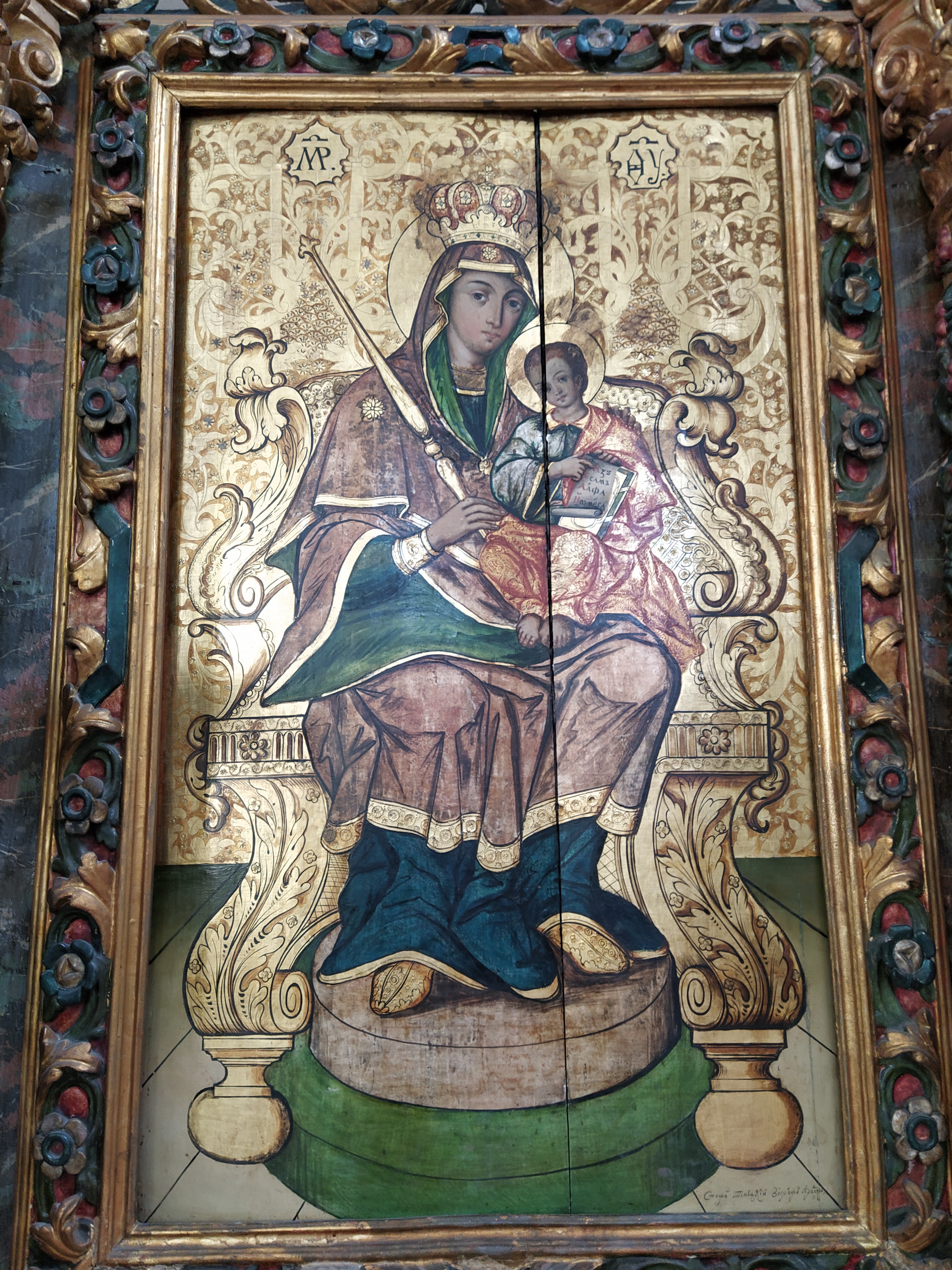
Maica Domnului cu Pruncul, icoană împărătească din iconostasul catedralei

Catedrala din Blaj, cu hramul Sfânta Treime, este un edificiu reprezentativ pentru arhitectura barocă din Transilvania. Lăcașul a fost construit între anii 1741 și 1749 după planurile arhitecților vienezi Anton Erhard Martinelli și Johann Martinelli. Biserica este catedrala Arhiepiscopiei de Alba Iulia și Făgăraș , sediul arhiepiscopului-major, întâistătătorului Bisericii Române Unite cu Roma și monument istoric clasat în grupa „A” (cod LMI AB-II-m-A-00187), „monumentele istorice de valoare națională și universală”.

## Istoric
Episcopul Făgărașului, Ioan Inocențiu Micu-Klein, a încheiat pe 30 martie 1738 un contract cu Johann Martinelli, arhitectul curții imperiale din Viena, pentru realizarea catedralei, a școlilor și Mănăstirii Sfintei Treimi, contra sumei de 61.000 de florini austrieci. În 1748 construcția a fost terminată, rămânând de executat finisajele. 
Catedrala a fost sfințită de episcopul Petru Pavel Aron, succesorul fondatorului său, în anul 1756.
Construcția a fost extinsă în anul 1838, când i-au fost adăugate cele două turnuri monumentale. Analogia acestui proiect cu fațada Bisericii Iezuiților din Cluj este evidentă. În dreapta catedralei se află vechea clădire a Liceului Sfântul Vasile cel Mare (în prezent Liceul Tehnologic „Ștefan Manciulea”), deschis de episcopul Petru Pavel Aron în anul 1754.

## Pictura și iconostasul

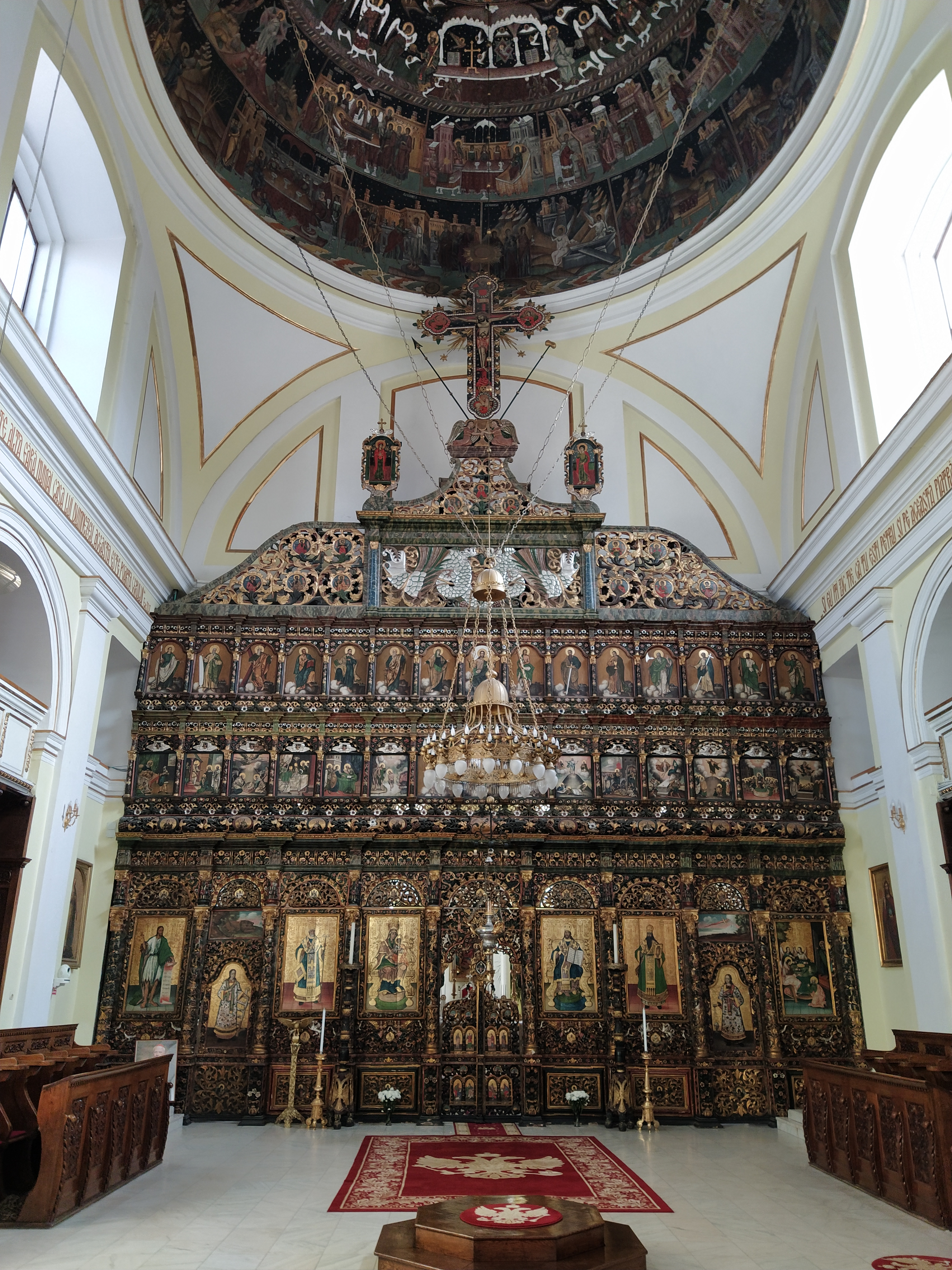
Iconostasul și cupola

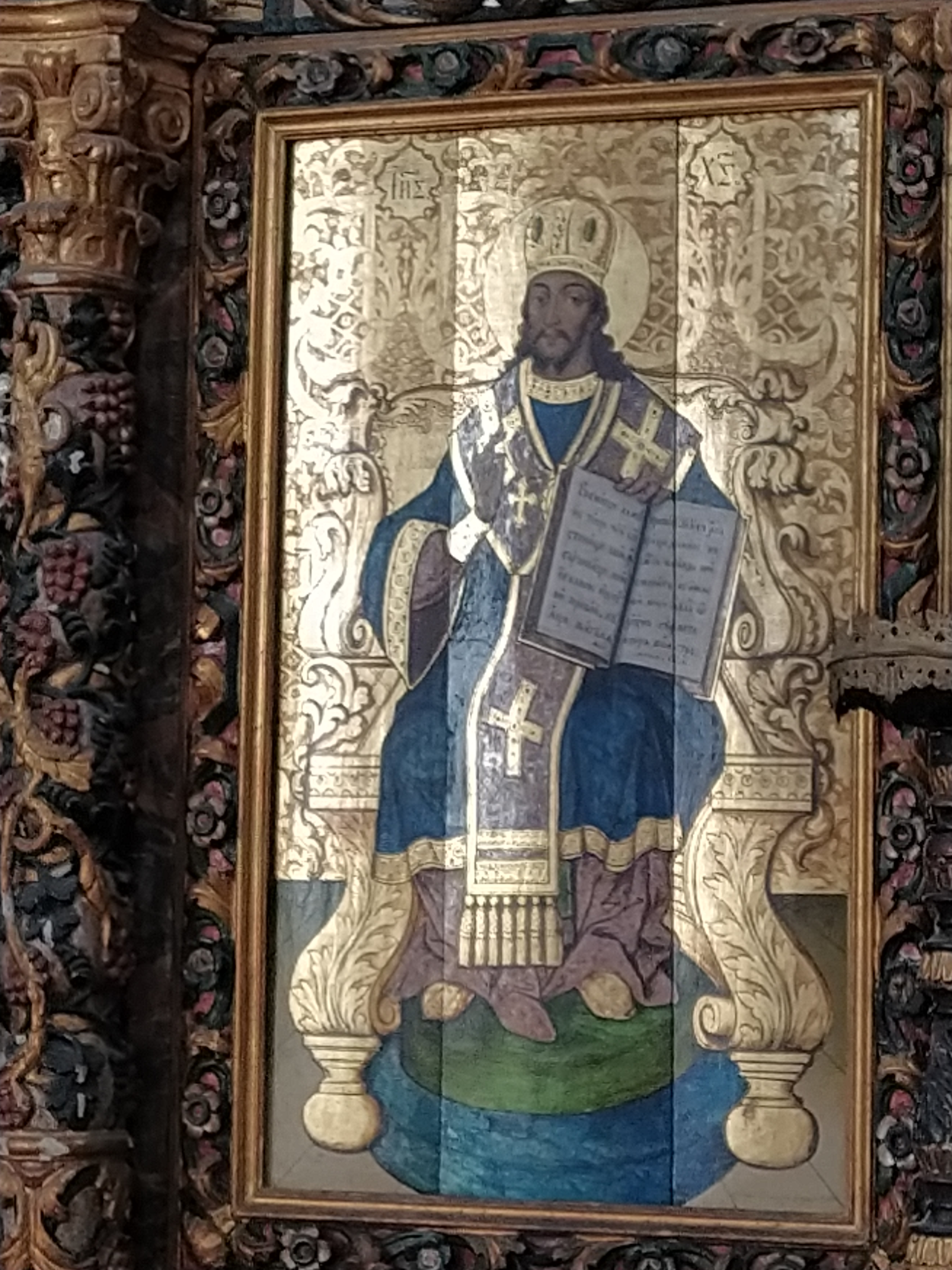
Christos Pantocrator, icoană împărătească

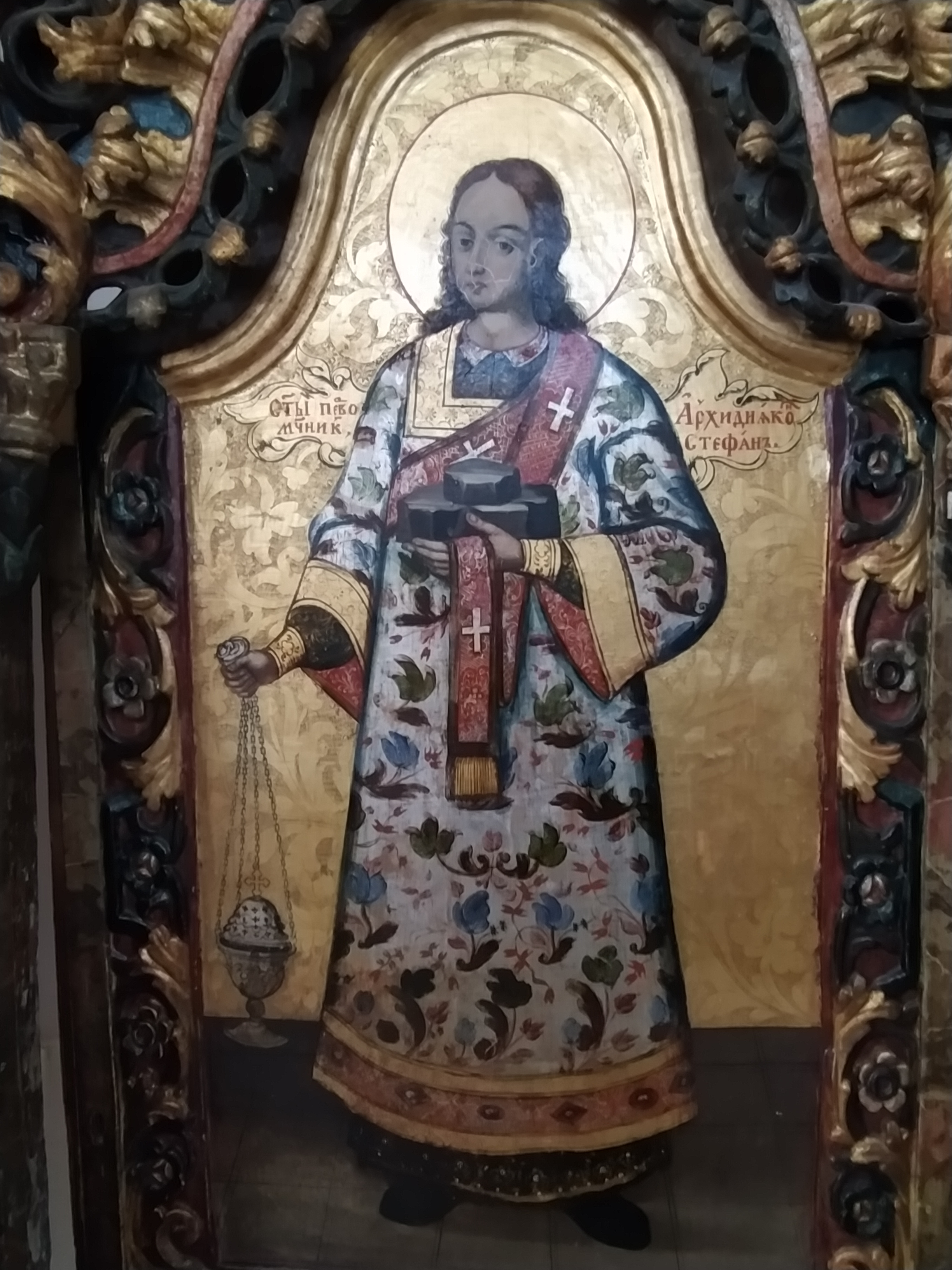
Sfântul Ștefan, ușă diaconească

Pictura cupolei datează din anii 1748-1749 și este realizată în patru registre, în stil bizantin cu accente realiste. În primul registru este reprezentat Isus ca mare arhiereu, înconjurat de papii Silvestru I, Grigore cel Mare, Clement I, Martin I, Ipolit, Leon cel Mare, Anastasie I și Ioan al VIII-lea.
Portretele celor opt papi au fost pictate de Iacob Zugravul, după modelul realizat de Grigore Ranite în Biserica Cuvioasa Paraschiva din Rășinari. Semnătura lui Iacob Zugravul („Iacov Zugraf”), fiul preotului unit Radu din Rășinari, se află în lanternou, sub picioarele apostolului Simon. Seria celor opt portrete de papi a fost reluată de Iacob Zugravul în Biserica Sfânta Treime din Sibiel. 
În registrul al doilea este reprezentată Liturghia Îngerească. 
Registrul al treilea redă ciclul praznicelor: Nașterea Maicii Domnului, Intrarea în Biserică a Maicii Domnului, Buna Vestire, Nașterea Domnului, Botezul Domnului, Întâmpinarea Domnului, Duminica Floriilor, Învierea Domnului, Înălțarea la Cer, Sfânta Treime, Schimbarea la Față, Adormirea Maicii Domnului.
Registrul al patrulea evocă de asemenea scene din viața Mântuitorului. 
Iconostasul a fost realizat în perioada următoare. A fost sculptat în lemn de tei la Târgu Mureș, de către tâmplarul Aldea. Iconostasul a fost adus la Blaj pe bucăți, cu carul, și așezat în catedrală. Icoanele au fost pictate de meșterul Ștefan Tenețchi din Arad în anul 1765. Nicolae Iorga a apreciat acest iconostas (catapeteasmă) ca fiind „desigur cea mai impunătoare prin întindere și bogăție din toată românimea”.
În altar se găsesc trei picturi executate de Raicu: Pogorârea Sfântului Duh, în absidă: Botezul lui Isus în Iordan, în partea dreaptă, iar în stânga, la masa proscomidiei, Punerea lui Isus în mormânt. Pe pereții exteriori ai scării amvonului se află picturi pe lemn, realizate tot de Raicu, reprezentând pe Vasile cel Mare, arhiepiscopul Cezareei Capadociei; Sfântul Grigore Dialogul, papă al Romei și Ioan Gură de Aur, arhiepiscopul Constantinopolului, iar pe exteriorul amvonului propriu-zis se află icoanele celor patru evangheliști.
Masa altarului și iconostasul au fost sfințite la 14 septembrie 1765 de episcopul Atanasie Rednic.

## Imagini din exterior

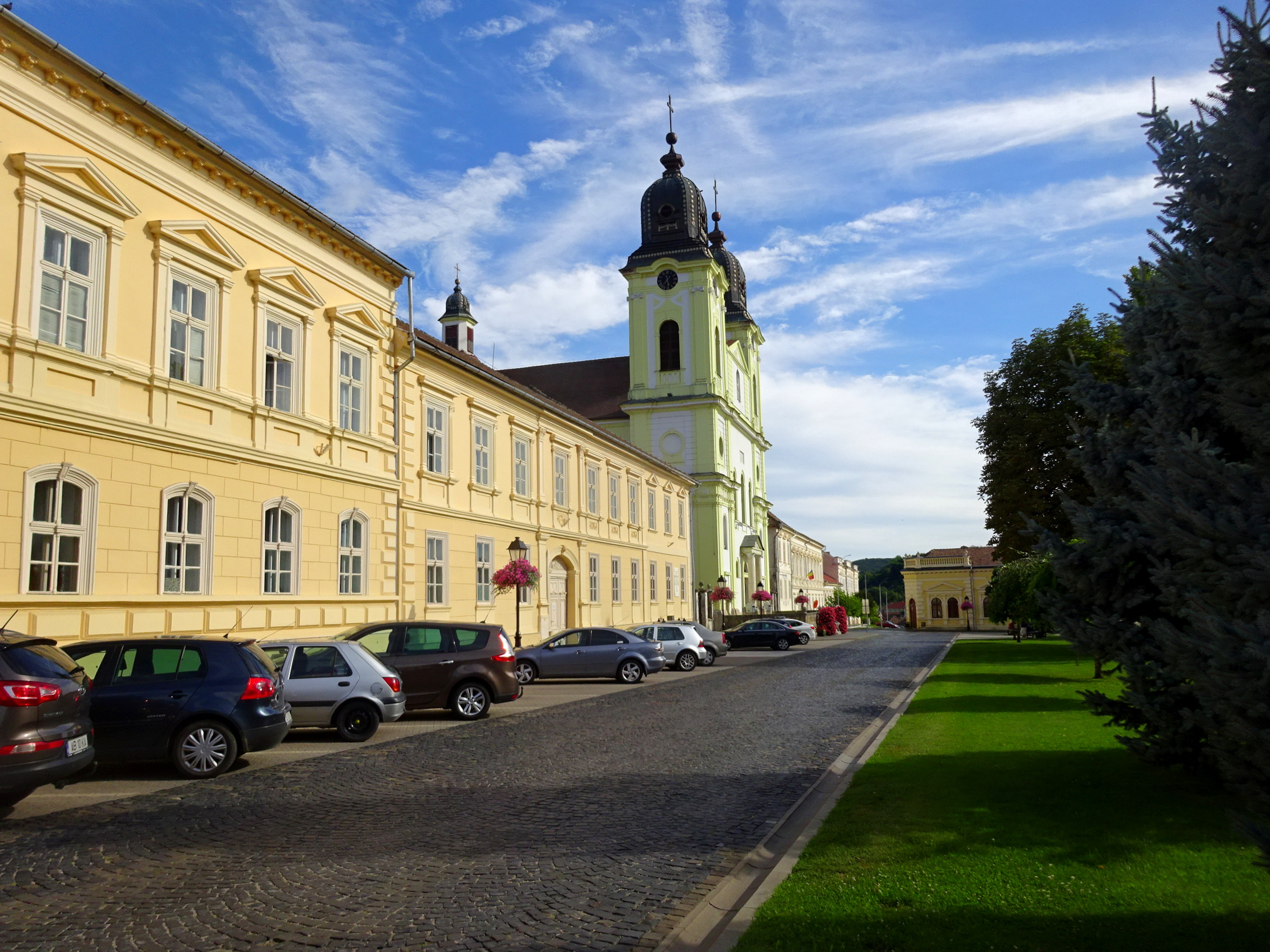
Catedrala Sfânta Treime și Facultatea de Teologie Greco-Catolică
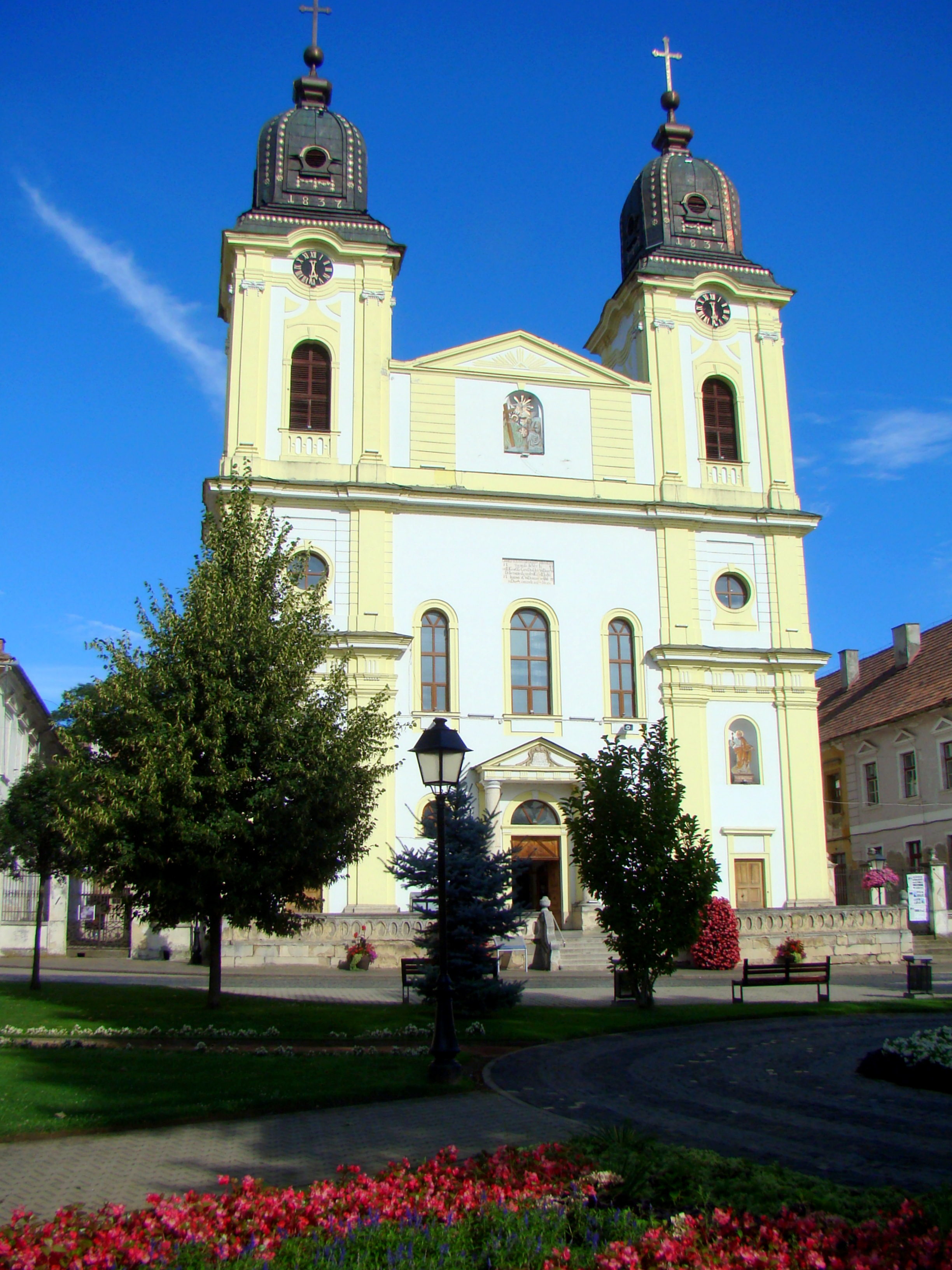
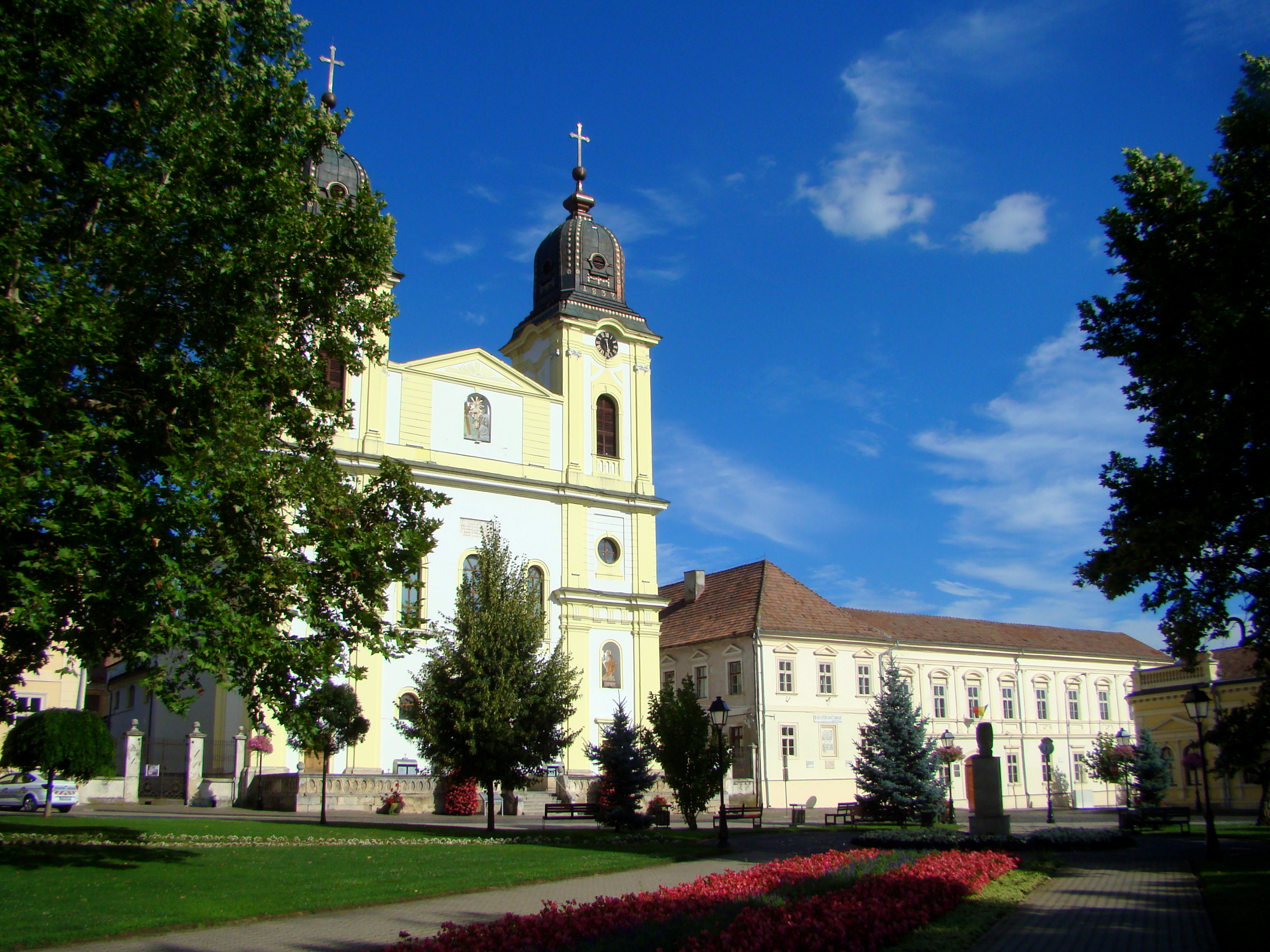
Catedrala Sfânta Treime și Liceul Teologic Greco-Catolic Sfântul Vasile cel Mare
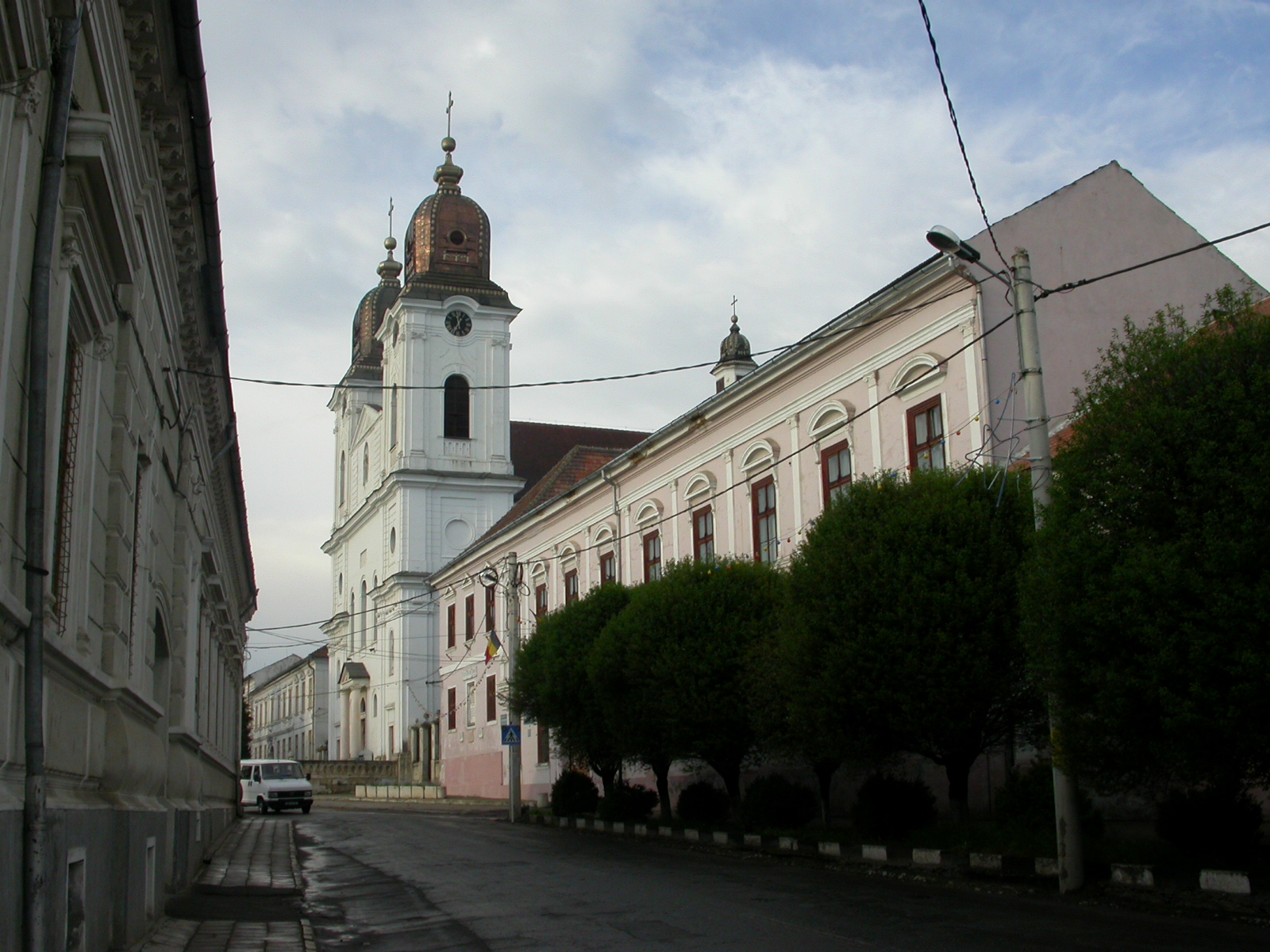
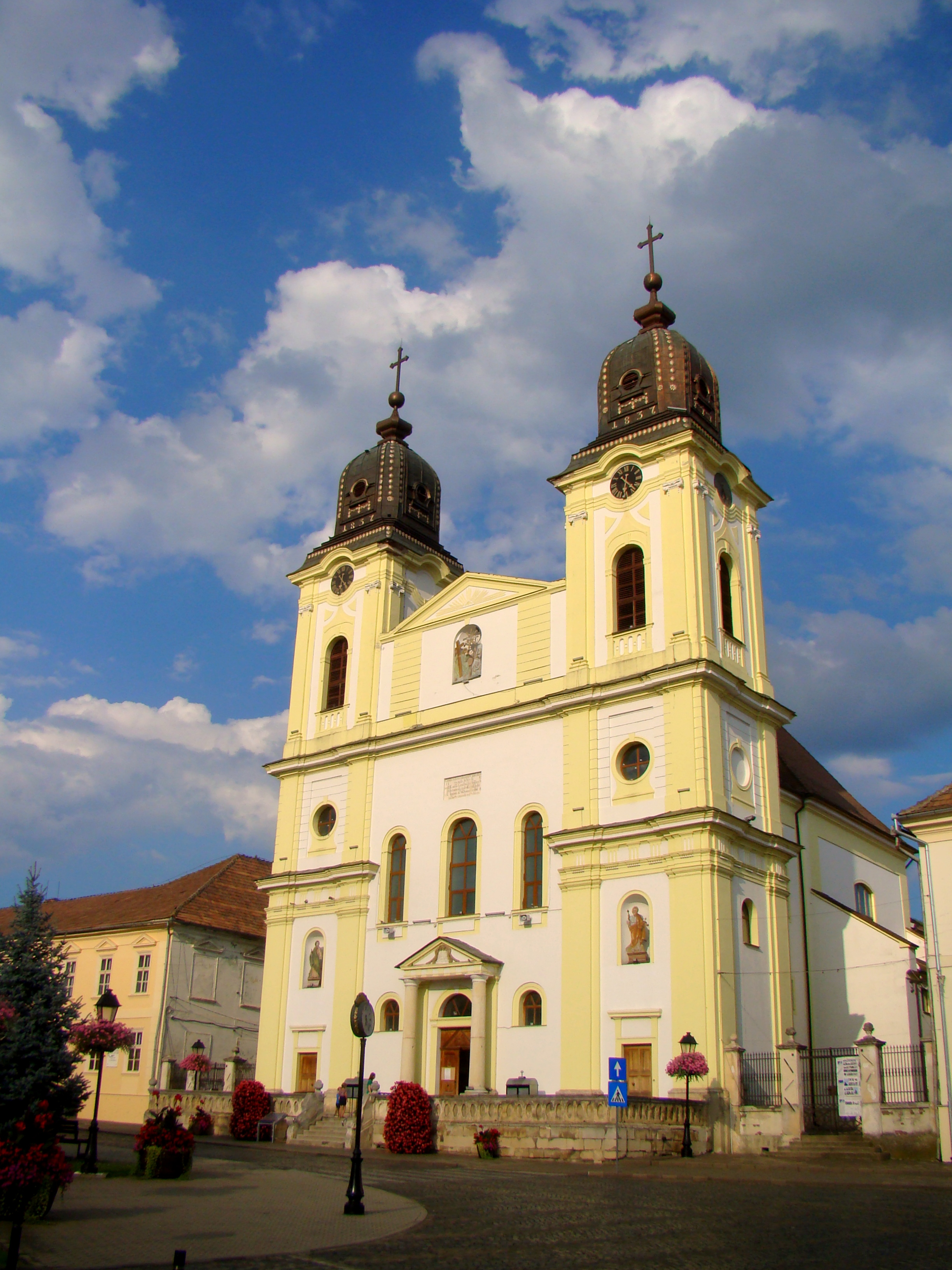
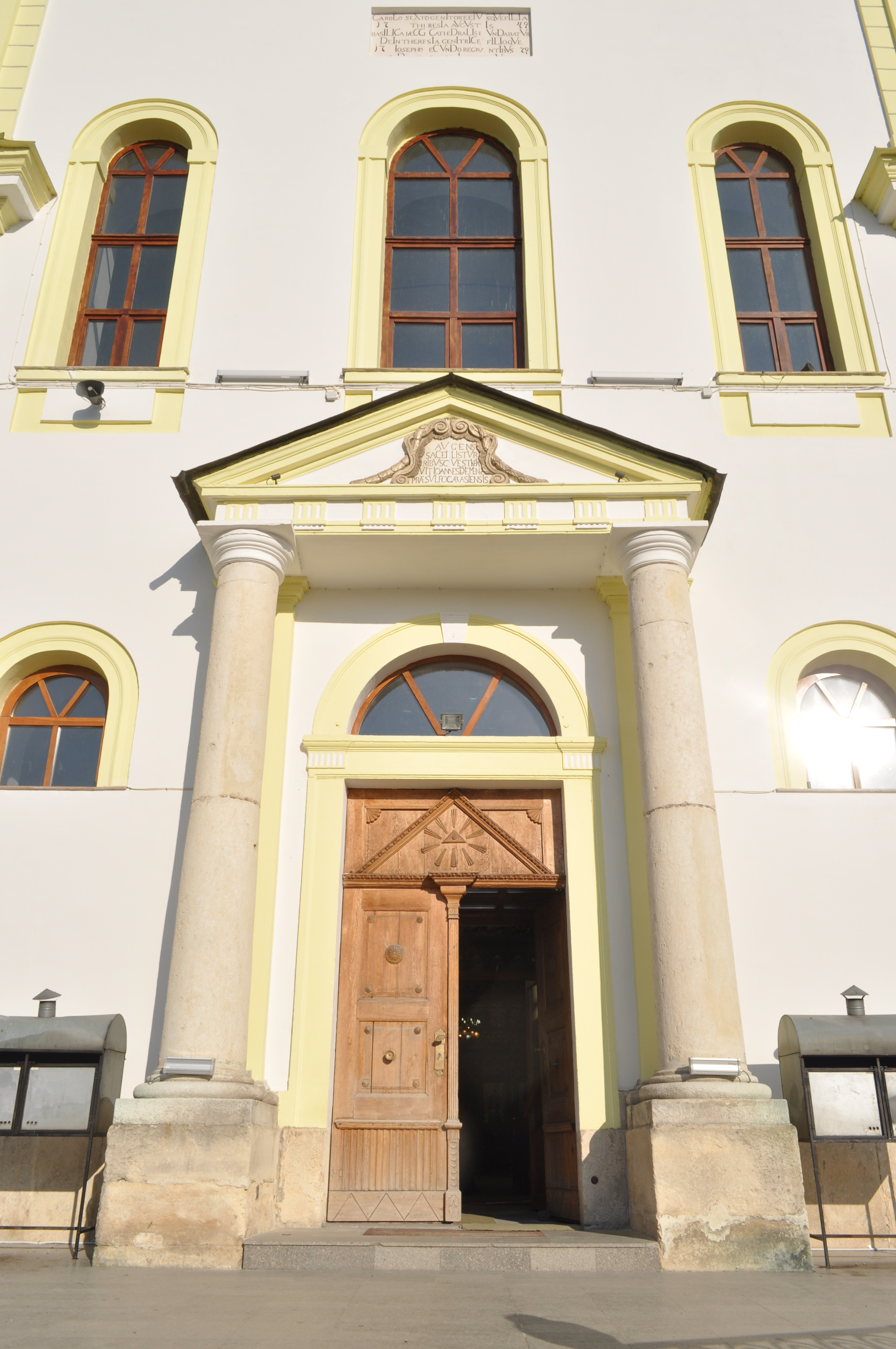
Intrarea
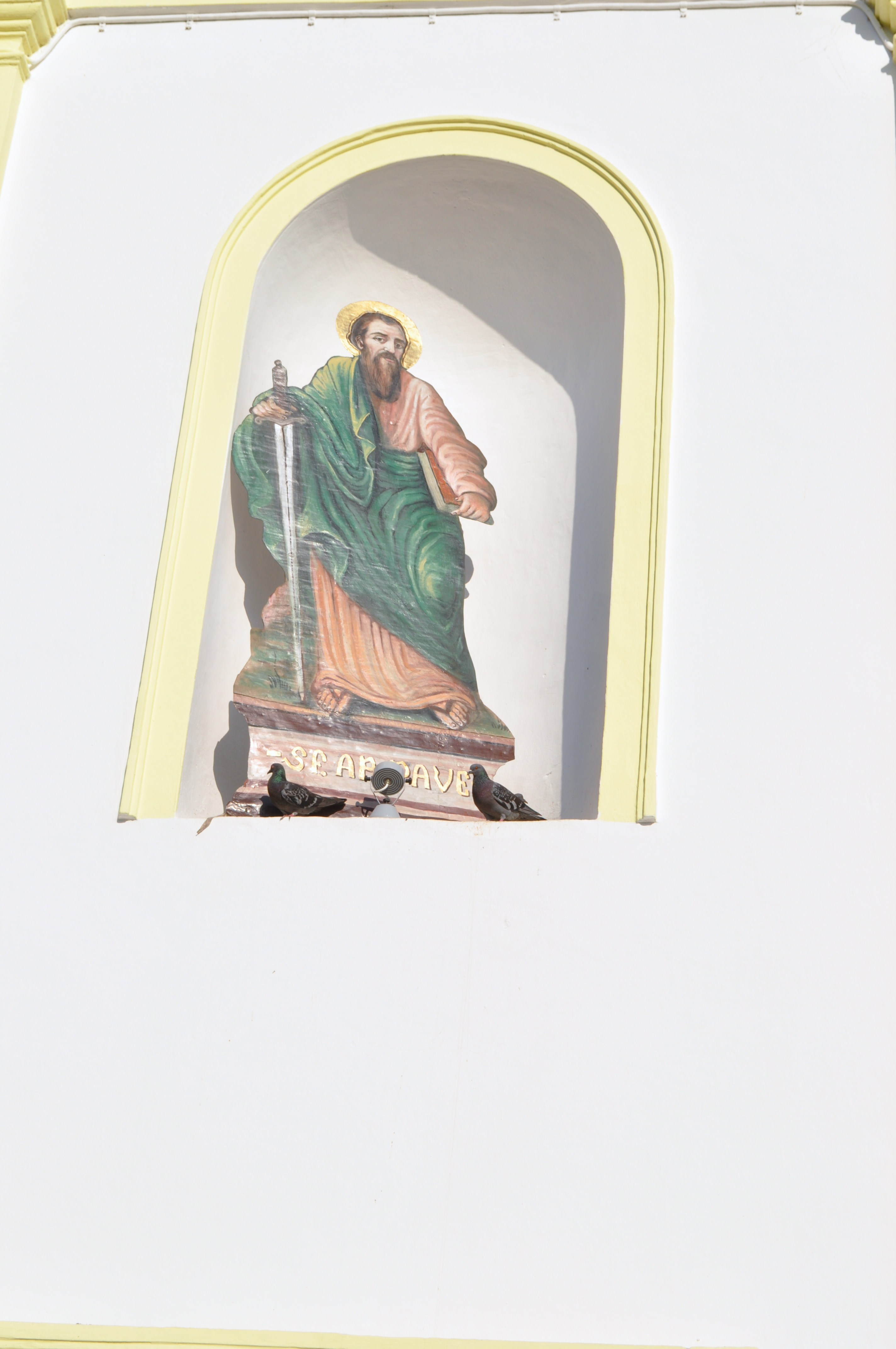
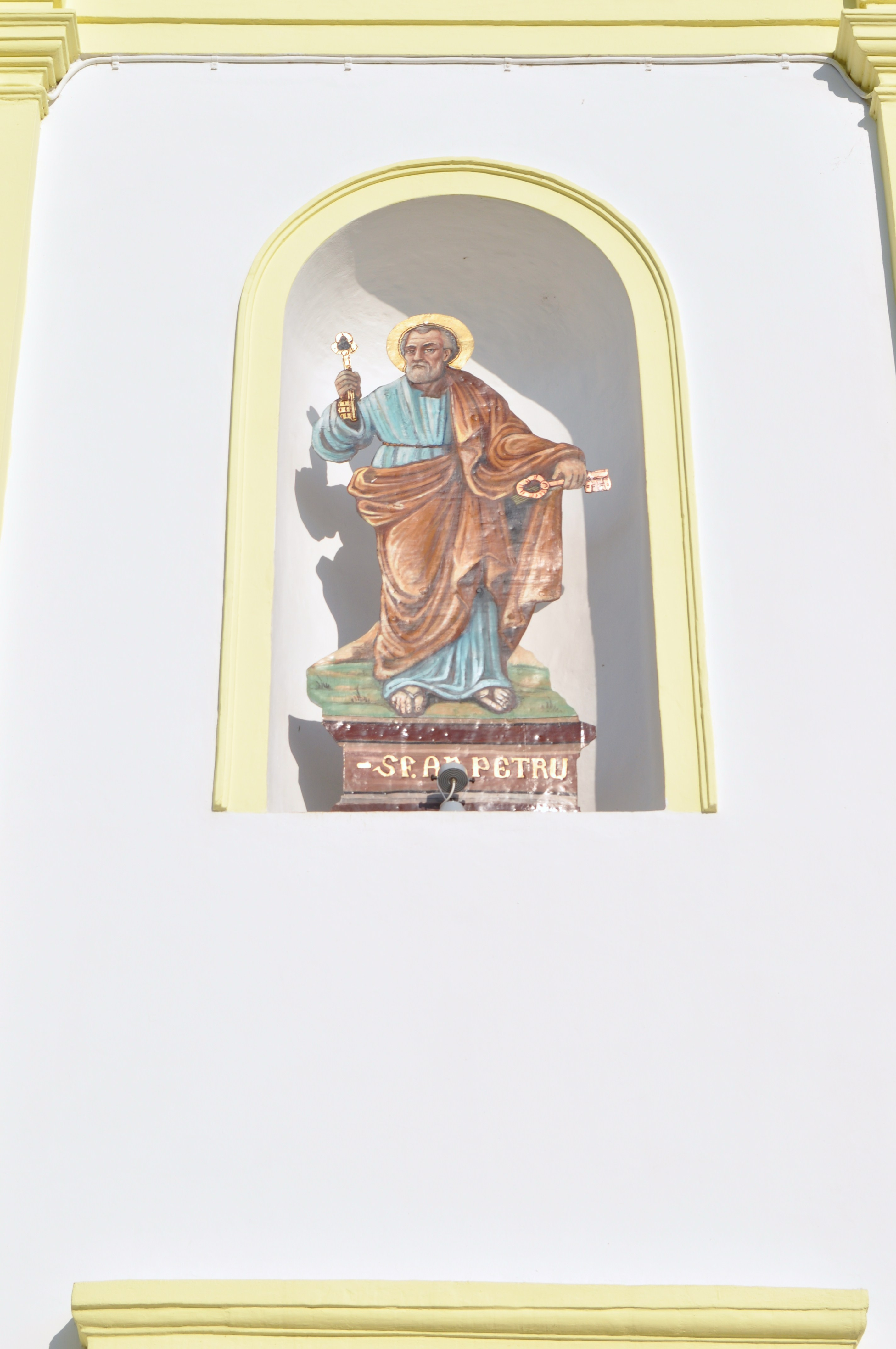
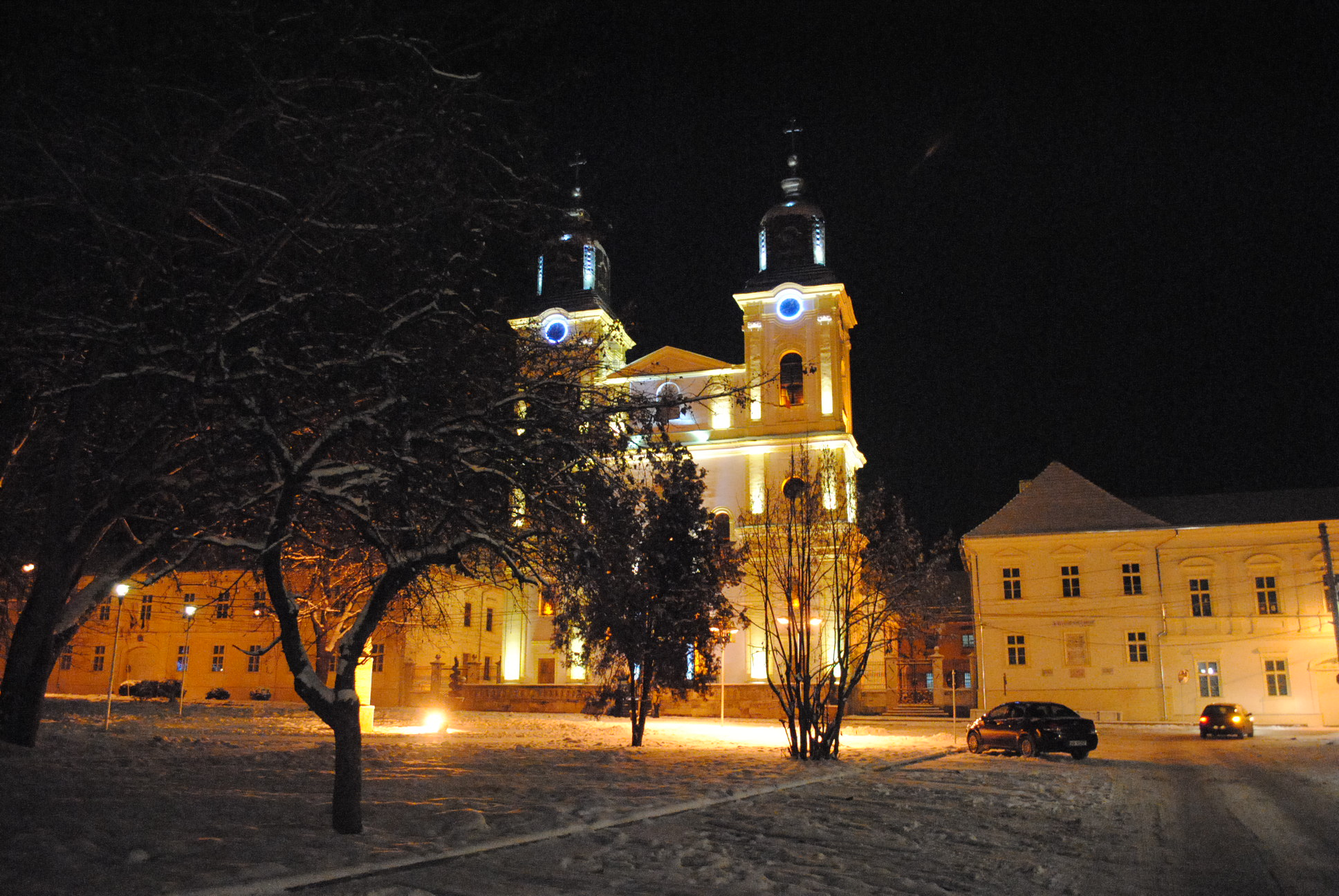
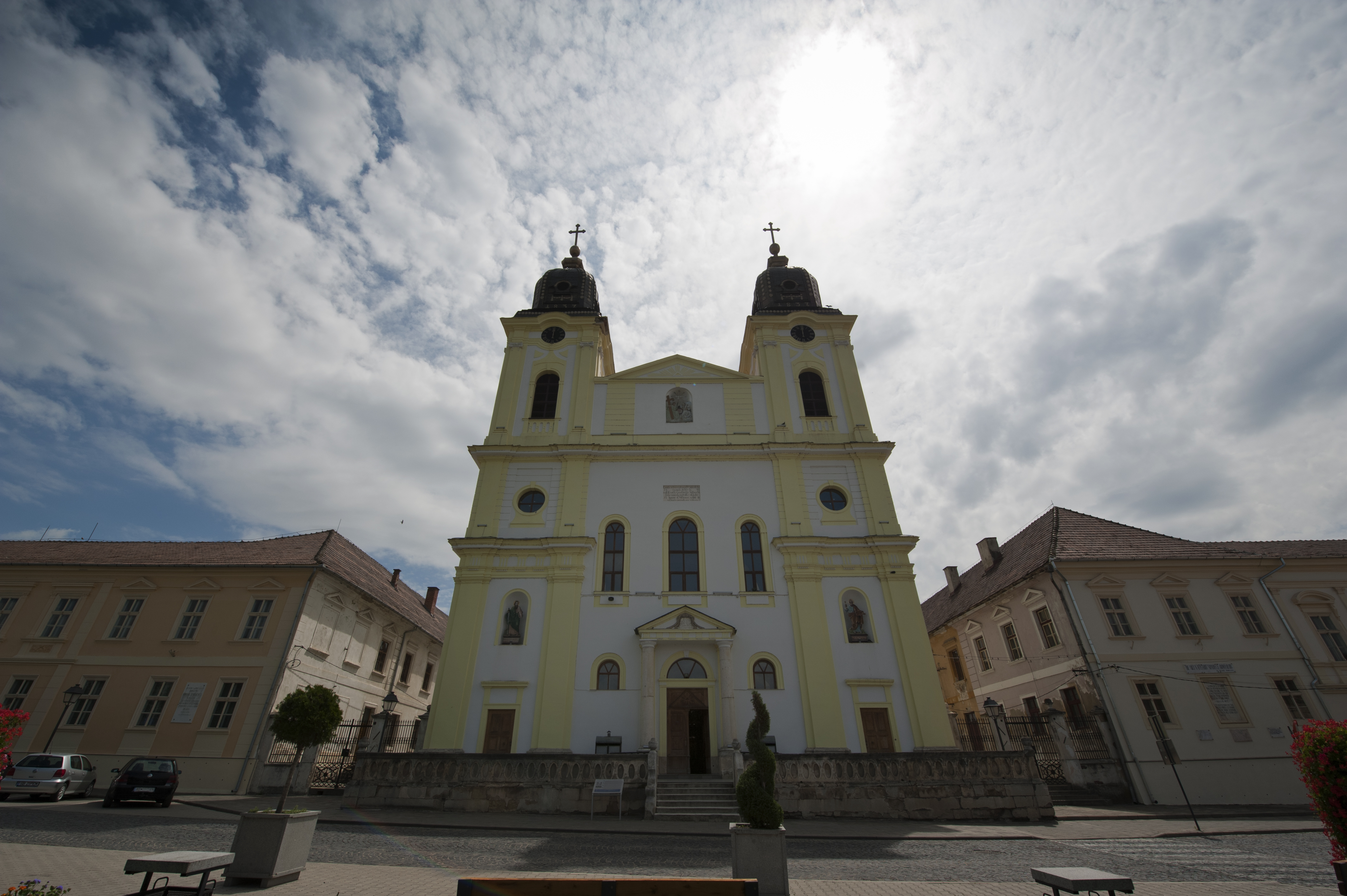
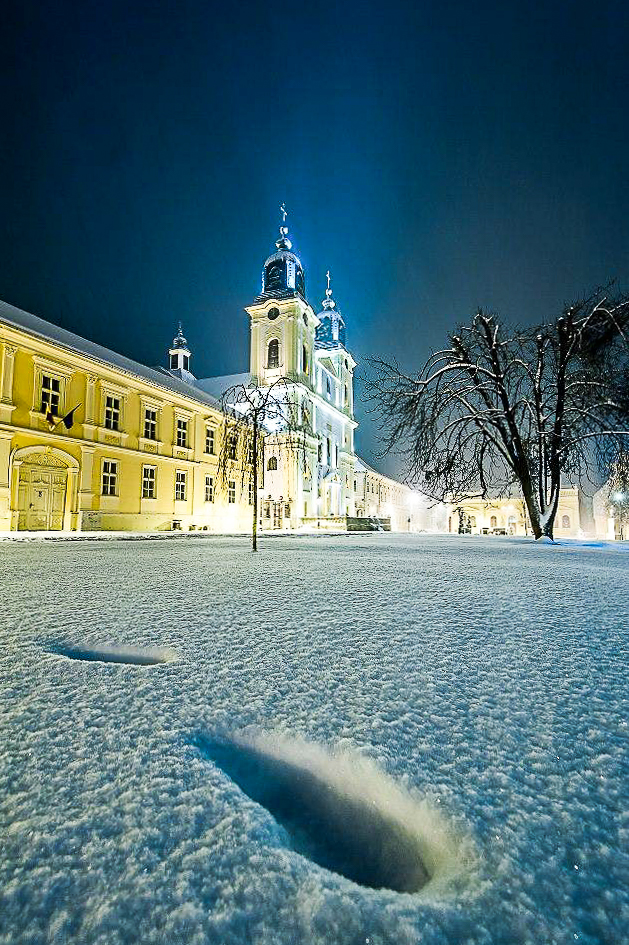

## Imagini din interior

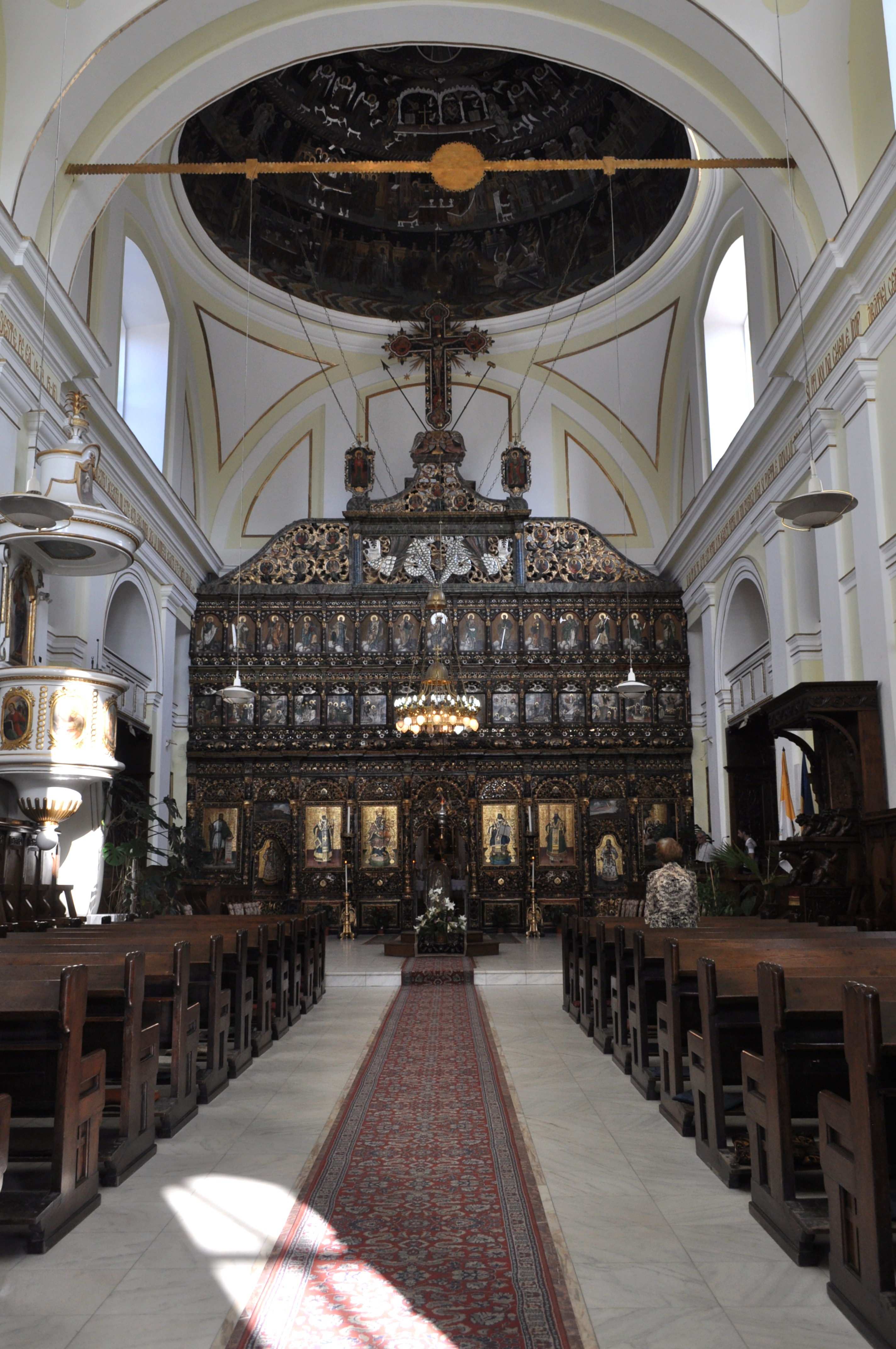
Interiorul navei
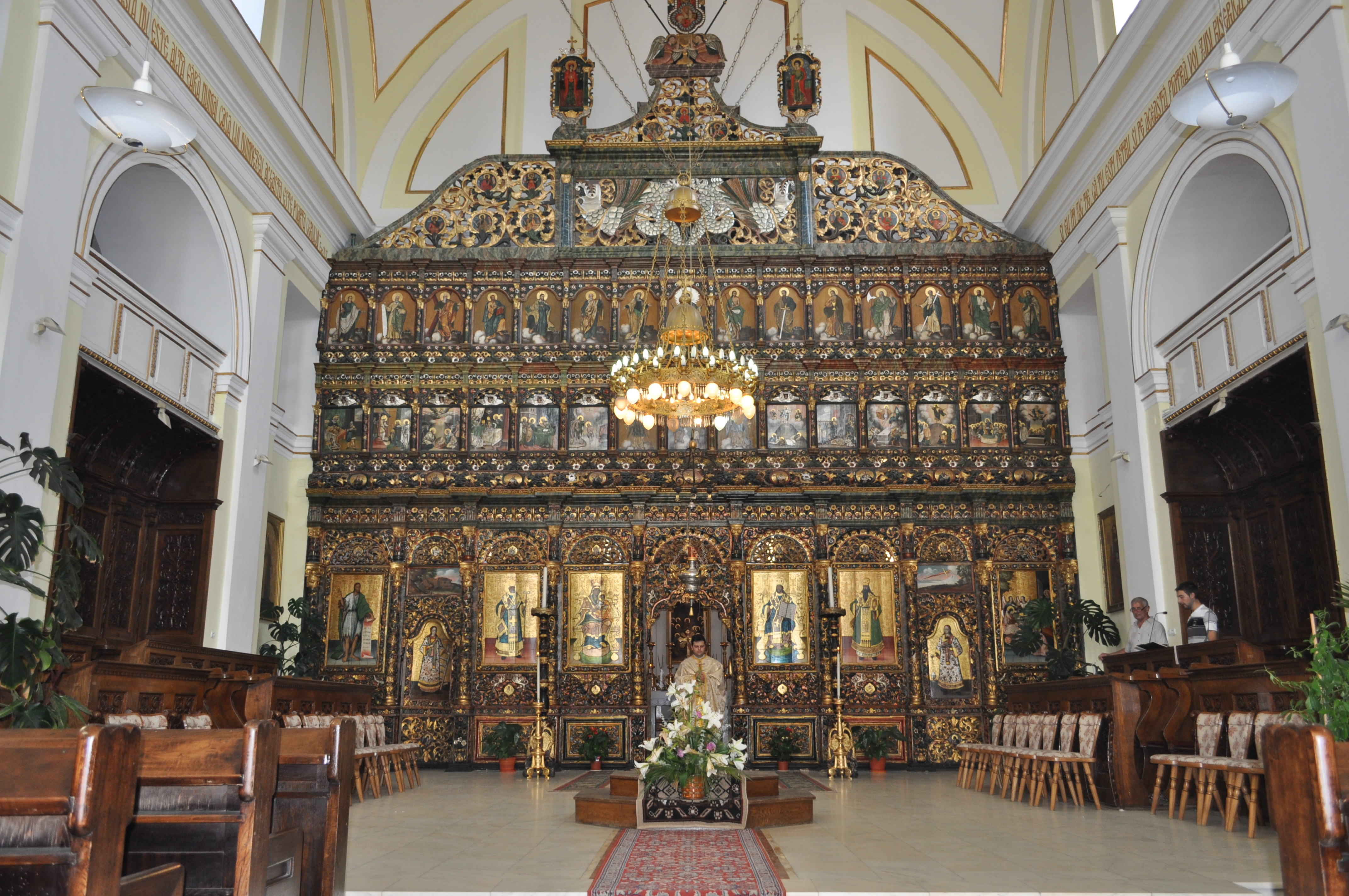
Iconostasul
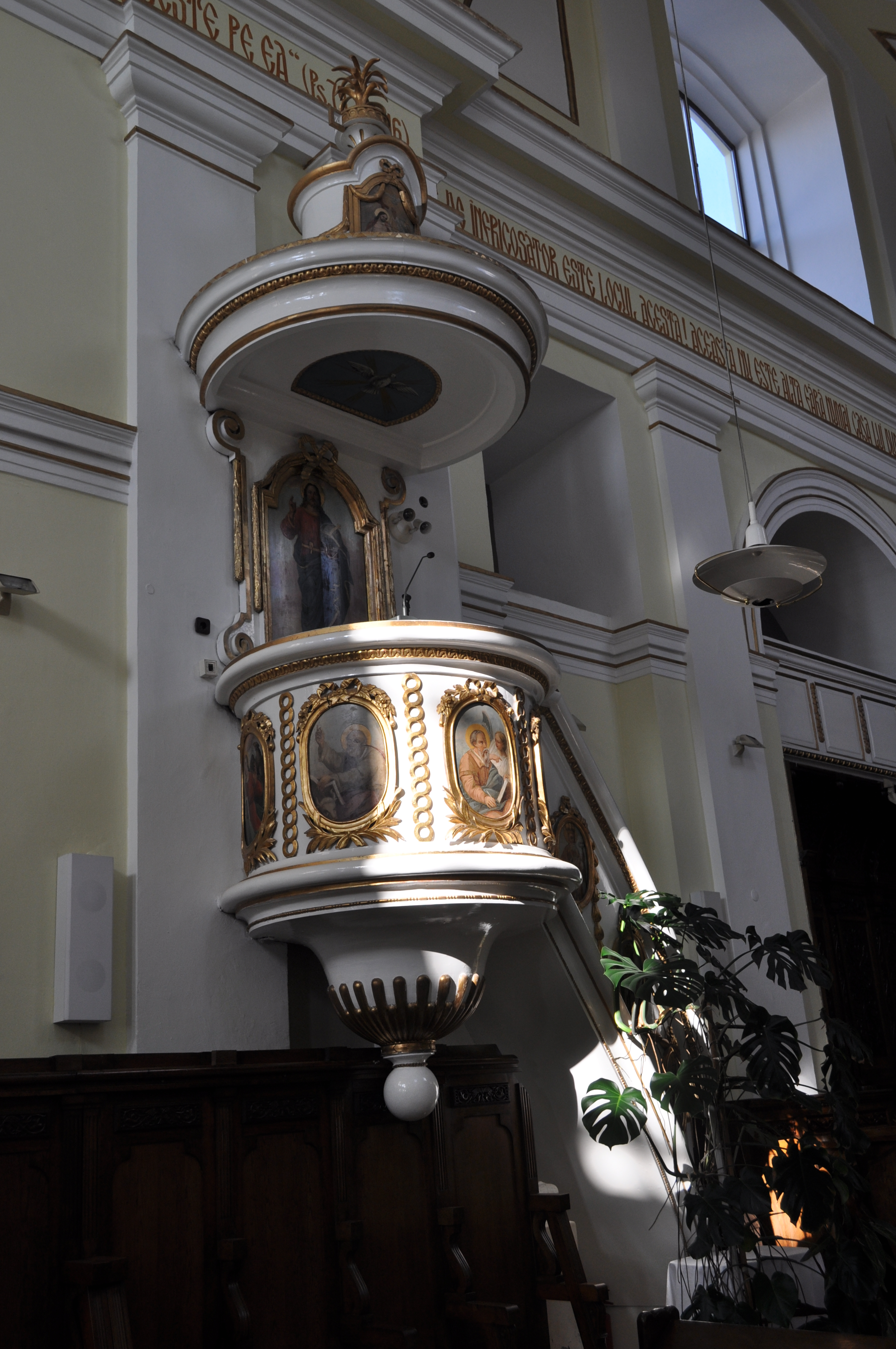
Amvonul
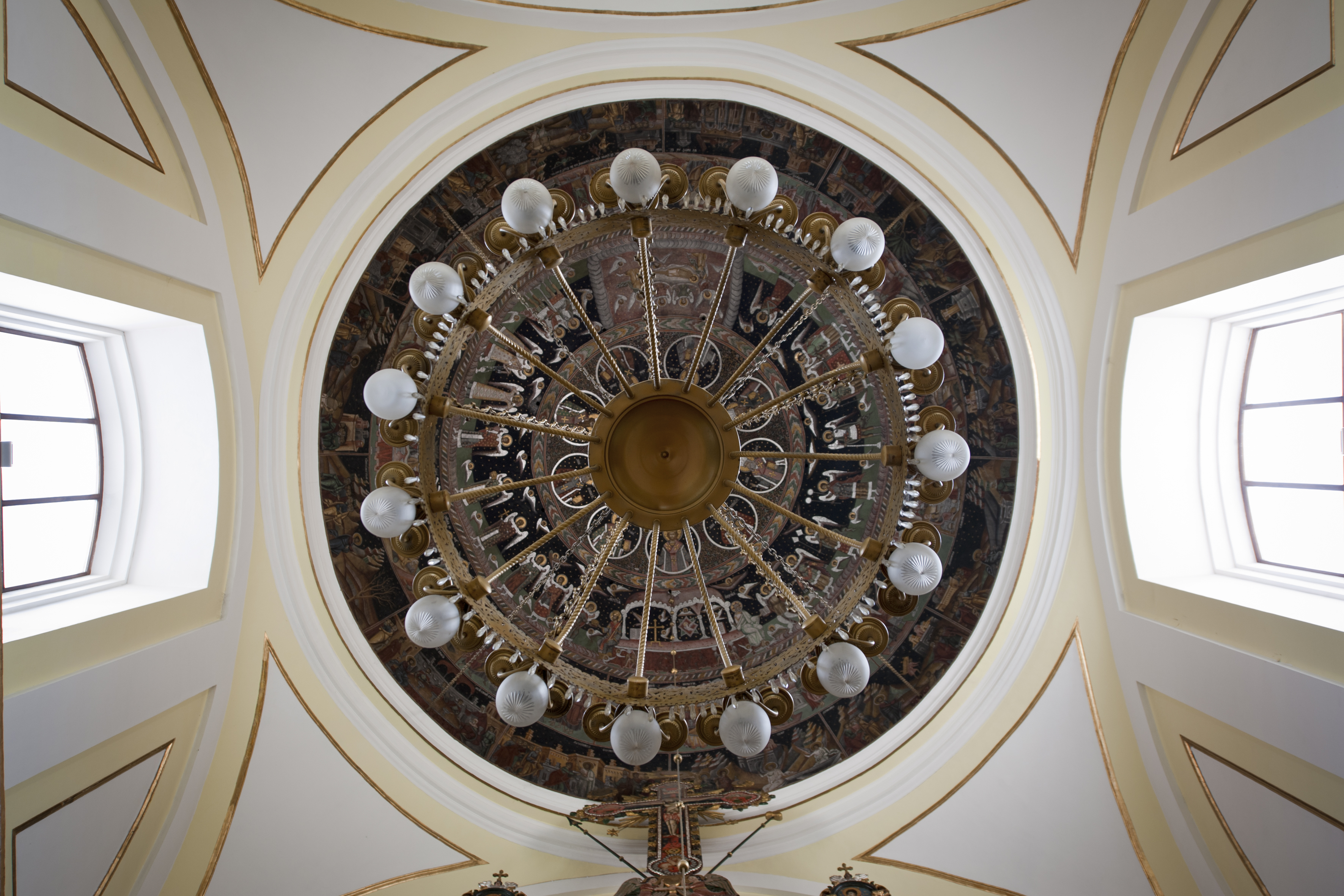
Tavanul
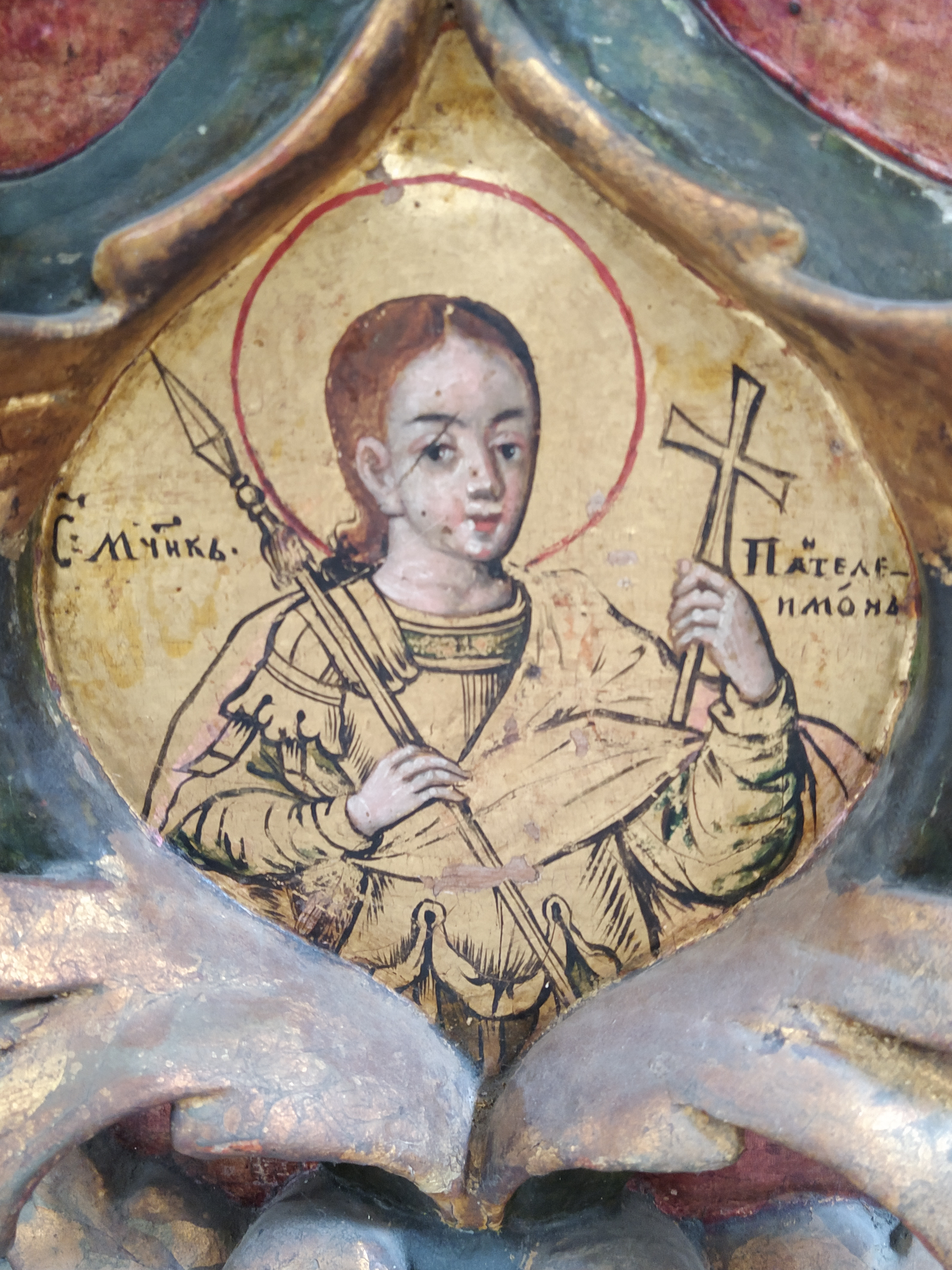
Sfântul Pantelimon
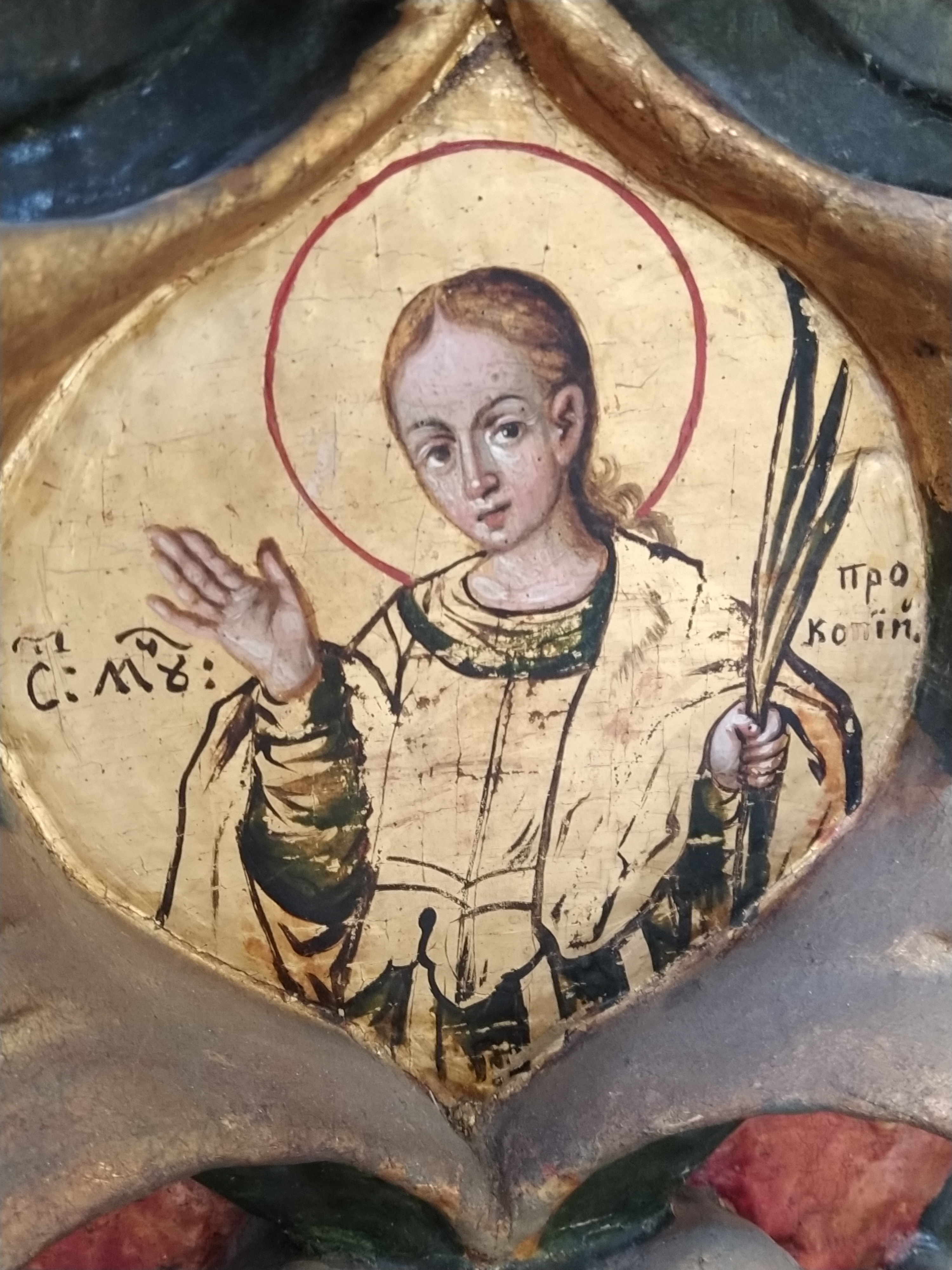
Sfântul Procopie
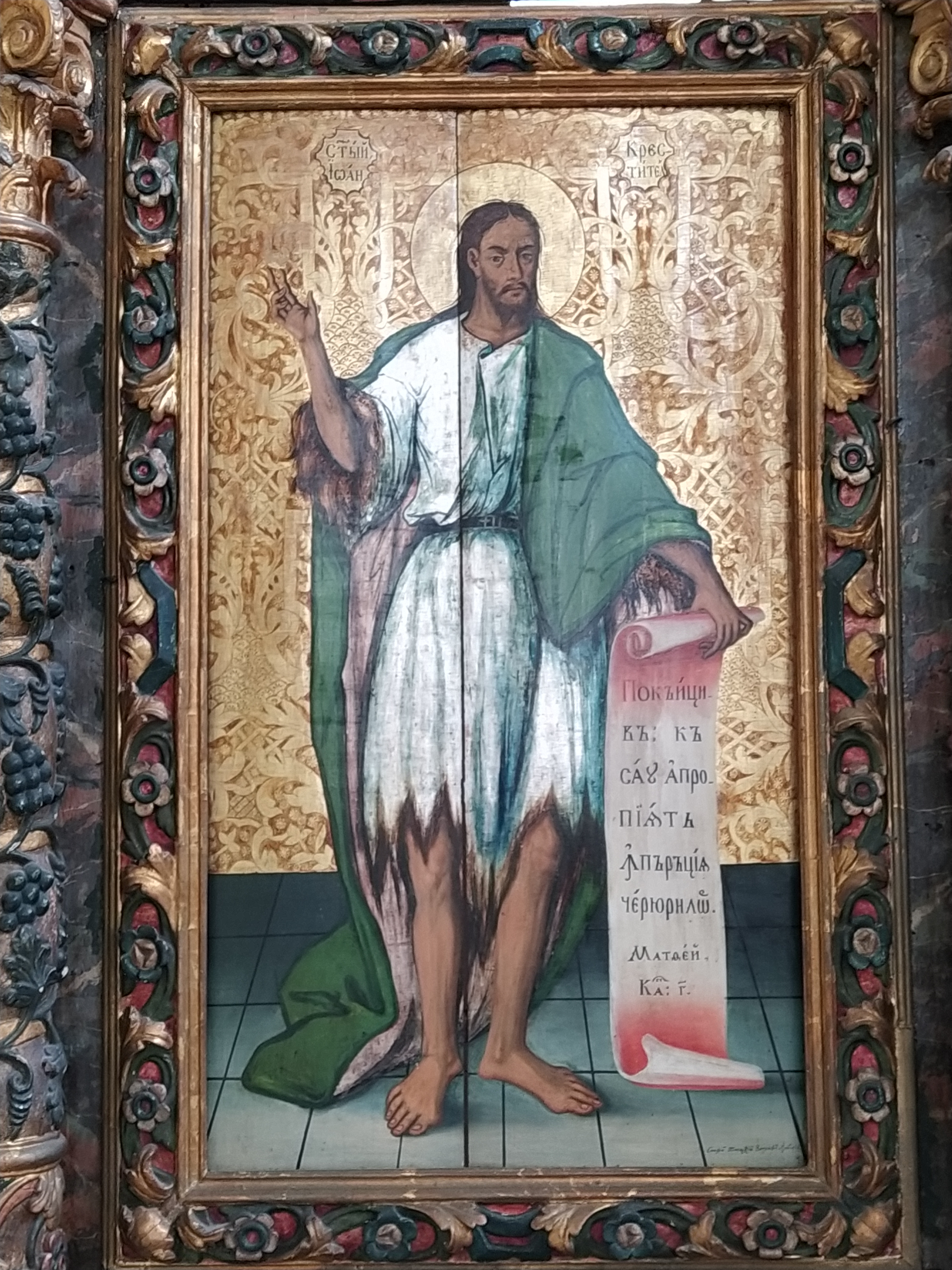
Ioan Botezătorul
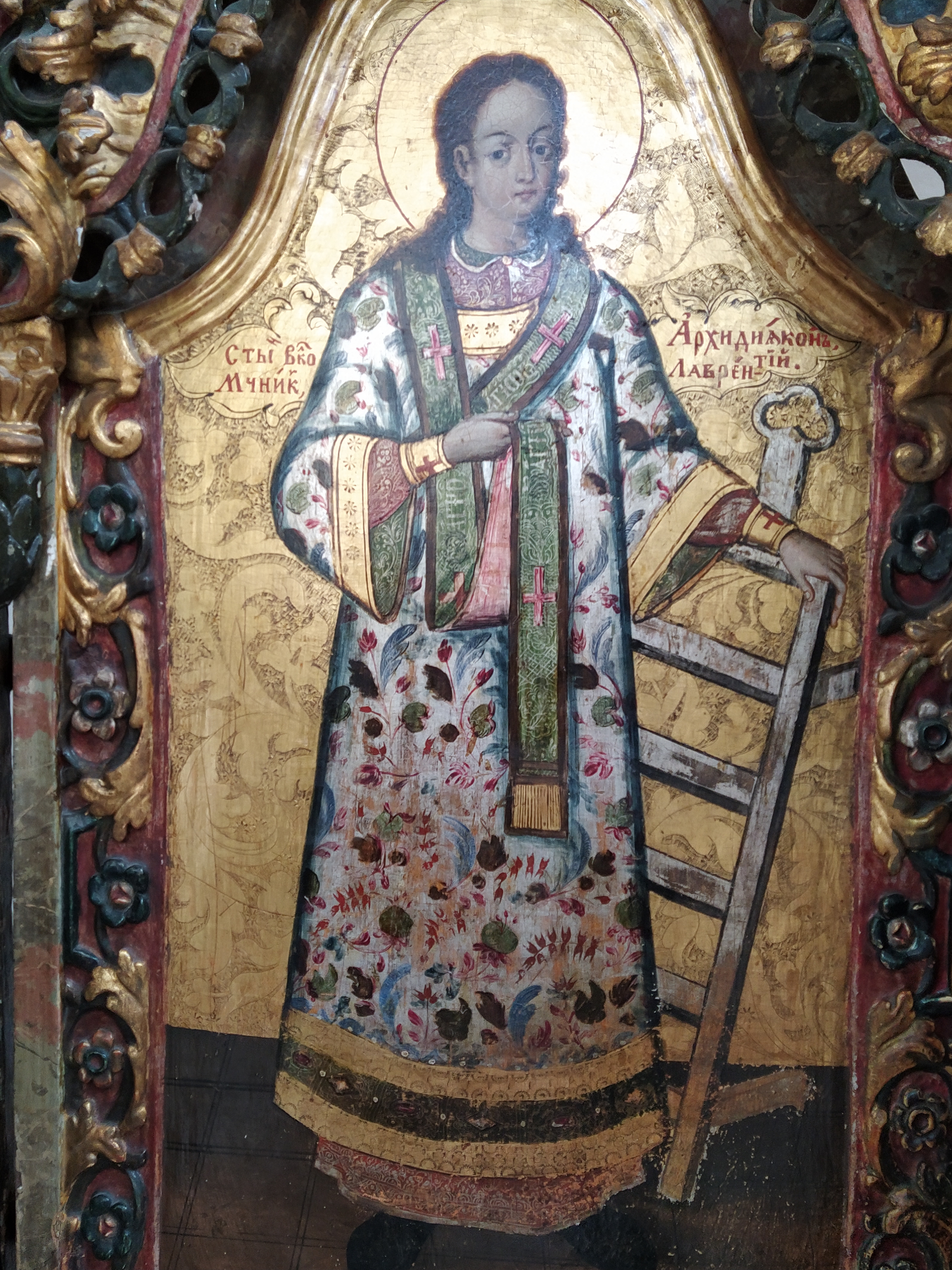
Sfântul Laurențiu
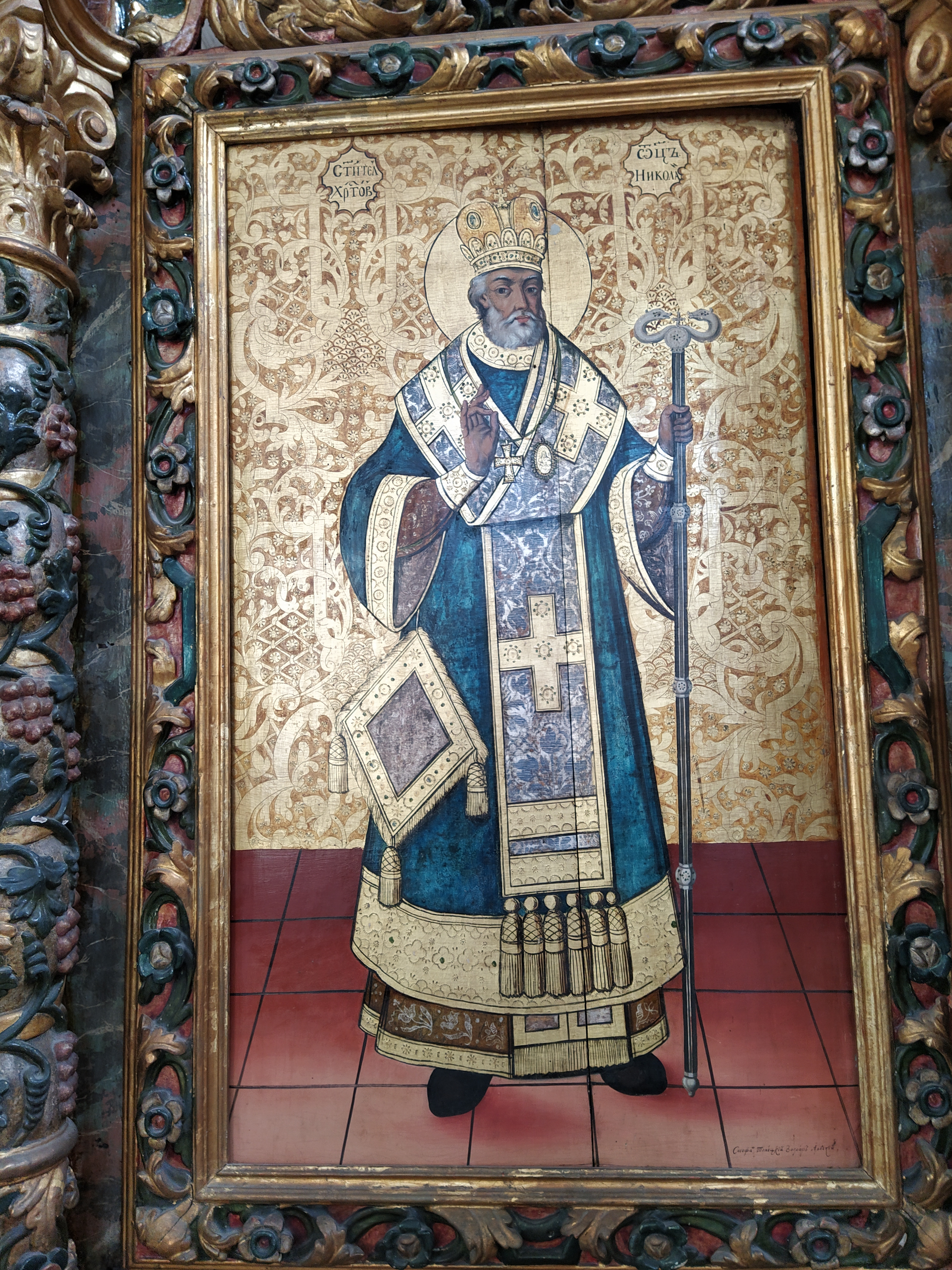
Sfântul Nicolae
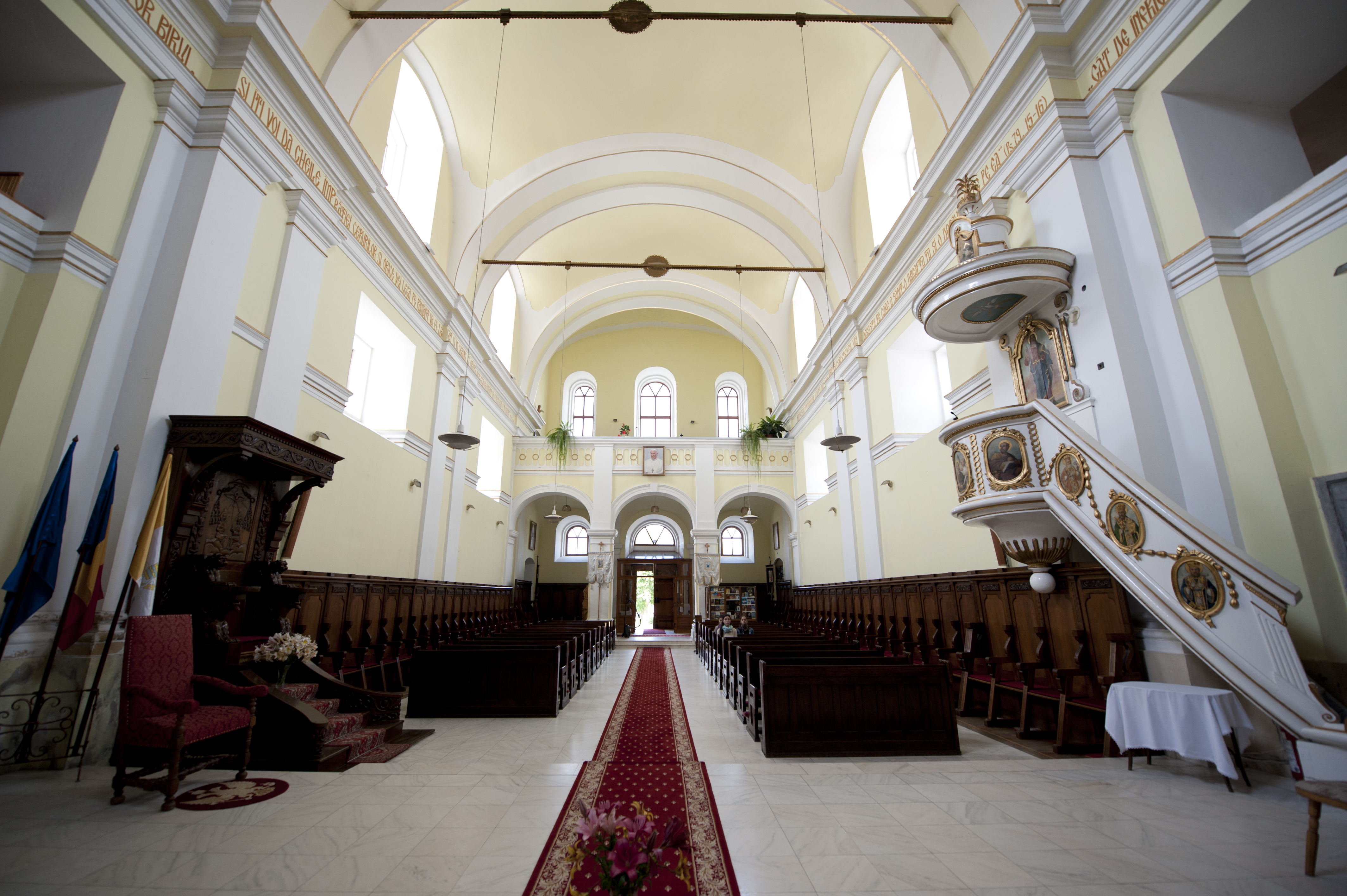
Mormântul cardinalului Alexandru Todea (1912-2002)